# Opus gallicum
Opus gallicum (latinski za "galski rad") bila je tehnika gradnje kojom su se stvarale precizne rupe u kamenom zidu za umetanje drvenih greda kako bi se stvorila drvena infrastruktura. Tehnika je tako nazvana jer, iako je njezina prisutnost potvrđena u protopovijesnim vremenima, njezina je uporaba bila dovoljno uobičajena u Galiji da zaslužuje spomen u Commentarii de Bello Gallico Julija Cezara i često se koristila u merovinško doba. Normani su ovu tehniku uvezli u Molise, gdje se intenzivno koristila u podizanju dvoraca u kratkom vremenu. Čak je poznato da su galski zidari donijeli tehniku iz merovinške Francuske u anglosaksonsku Englesku tijekom 7. i 8. stoljeća i upotrijebili je u crkvenoj arhitekturi.
Opus gallicum služio je ne samo kao infrastrukturna podloga, već i nadkonstrukcijski vezivni element namijenjen učvršćivanju ziđa. Iako je raspored nekih rupa pronađenih u sačuvanim strukturama često zbunjujući, ostavljajući sumnju u točnu funkciju greda, moderna se znanost uvelike udaljila od teorije da je opus gallicum rijetka i neučinkovita metoda. Općenito, tehnika nije bila neuobičajena u srednjem vijeku.